# Casa Busoni
La Casa Museo di Ferruccio Busoni si trova in piazza della Vittoria ad Empoli, in provincia di Firenze.
Il museo vero e proprio si trova al secondo piano dell'edificio dove ha sede il Centro studi musicali intitolato a Busoni, che invece occupa il piano terra. Vi sono esposti cimeli inerenti al maestro quali foto, autografi, libretti originali, locandine, ecc.
Vi si trova anche un pianoforte, dono della famiglia Busoni, sul quale, a quanto si dice, il Maestro si esercitava quando soggiornava a Empoli.

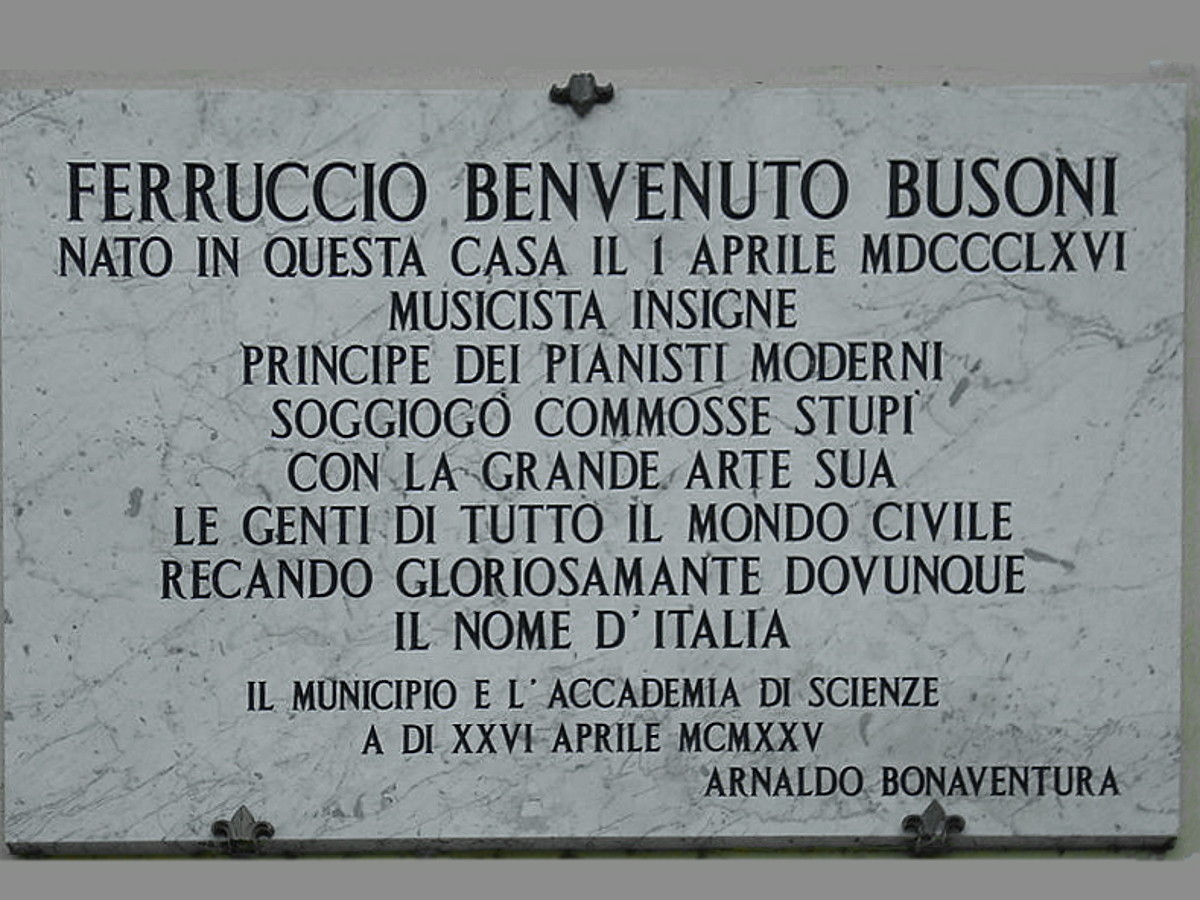

## Archivio e biblioteca
Nel corso degli anni il Centro studi musicali Ferruccio Busoni  ha raccolto un piccolo archivio busoniano e una piccola  biblioteca specializzata nella musica del Novecento. Recentemente è stato completato l'acquisto di tutte le composizioni edite di Busoni, e sono allo studio trattative per ottenere copia delle opere fuori catalogo; in biblioteca si trovano inoltre studi, monografie, trattati storici e analitici riguardanti la vita e l'opera di Busoni, volumi di consultazione generale e riviste specializzate. Grazie a un contributo straordinario del Comune di Empoli, nel 1994 il Centro si è dotato di un nuovo arredamento librario atto a una migliore conservazione e a una più agevole consultazione del materiale; è stata inoltre completata la catalogazione informatica del materiale.
Nel dicembre 1992 il Centro Busoni ha acquisito oltre 200 lettere autografe di 58 protagonisti della vita musicale europea degli inizi del secolo 20°, donato da Felice Boghen (Venezia 1869 - Firenze 1945), compositore, direttore d'orchestra, pianista.
Nel 2019 è stato donato al Centro Busoni l'archivio delle regie teatrali di Walter Boccaccini (Firenze 1927 - 1991). Un'intera sala del Museo è stata dedicata alla ricchissima collezione di libri, bozzetti, fotografie, manifesti, relativi alle oltre 50 regie d'opera realizzate da Boccaccini in Italia, Spagna, Portogallo e Grecia tra il 1959 e il 1966, prima che egli diventasse uno dei massimi dirigenti del Teatro dell'Opera di Firenze.